# Білобожницька сільська територіальна громада
Білобожницька сільська громада — територіальна громада в Україні, у Чортківському районі Тернопільської области. Адміністративний центр — с. Білобожниця.
Площа громади — 272,1 км², населення — 10 977 осіб (2020).
Утворена 4 вересня 2015 року шляхом об'єднання Білобожницької, Ридодубівської та Ромашівської сільських рад Чортківського району.
19 липня 2020 року, в результаті адміністративно-територіальної реформи та ліквідації Чортківського району, увійшла до складу новоутвореного Чортківського району.
26 листопада 2020 року до складу громади увійшла Базарська, Буданівська, Джуринська, Звиняцька, Косівська, Палашівська, Полівецька сільські ради Чортківського району.

## Населені пункти
У складі громади 18 сіл:
- Базар
- Білий Потік
- Білобожниця
- Буданів
- Джурин
- Джуринська Слобідка
- Звиняч
- Калинівщина
- Косів
- Криволука
- Мазурівка
- Палашівка
- Папірня
- Полівці
- Ридодуби
- Ромашівка
- Семаківці
- Скомороше